# Hăghig
Hăghig [ˈhəɟig] (veraltet Haghig; deutsch Fürstenburg, ungarisch Hídvég) ist eine Gemeinde im Kreis Covasna, in der Region Siebenbürgen in Rumänien.
Der Ort Hăghig ist auch unter den veralteten Bezeichnungen Heghig und Higic, der deutschen Fürstenberg und der siebenbürgisch-sächsischen Bezeichnung Firstenbrich bekannt.

## Geographische Lage

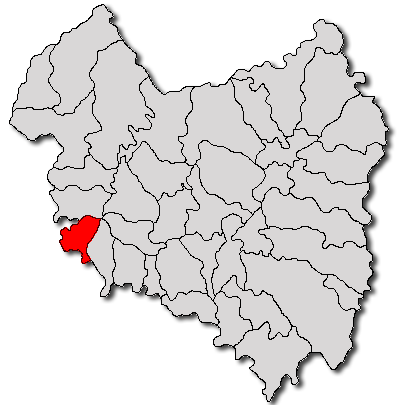
Lage der Gemeinde Hăghig im Kreis Covasna

Die Gemeinde Hăghig liegt östlich des Siebenbürgischen Beckens (Podișul Transilvaniei) in den Südausläufern der Baraolter Berge im sogenannten Szeklerland. Im Westen des Kreises Covasna am gleichnamigen Bach – ein rechter Nebenfluss des Olt (Alt) – und der Nationalstraße Drum național 13E, befindet sich der Ort Hăghig etwa 20 Kilometer westlich von Kreishauptstadt Sfântu Gheorghe (Sankt Georgen) entfernt.
Der Bahnhof in Feldioara (Marienburg) an der Bahnstrecke Teiuș–Brașov befindet sich vier Kilometer auf der gegenüberliegenden Seite des Flusses Olt von Hăghig entfernt.

## Geschichte

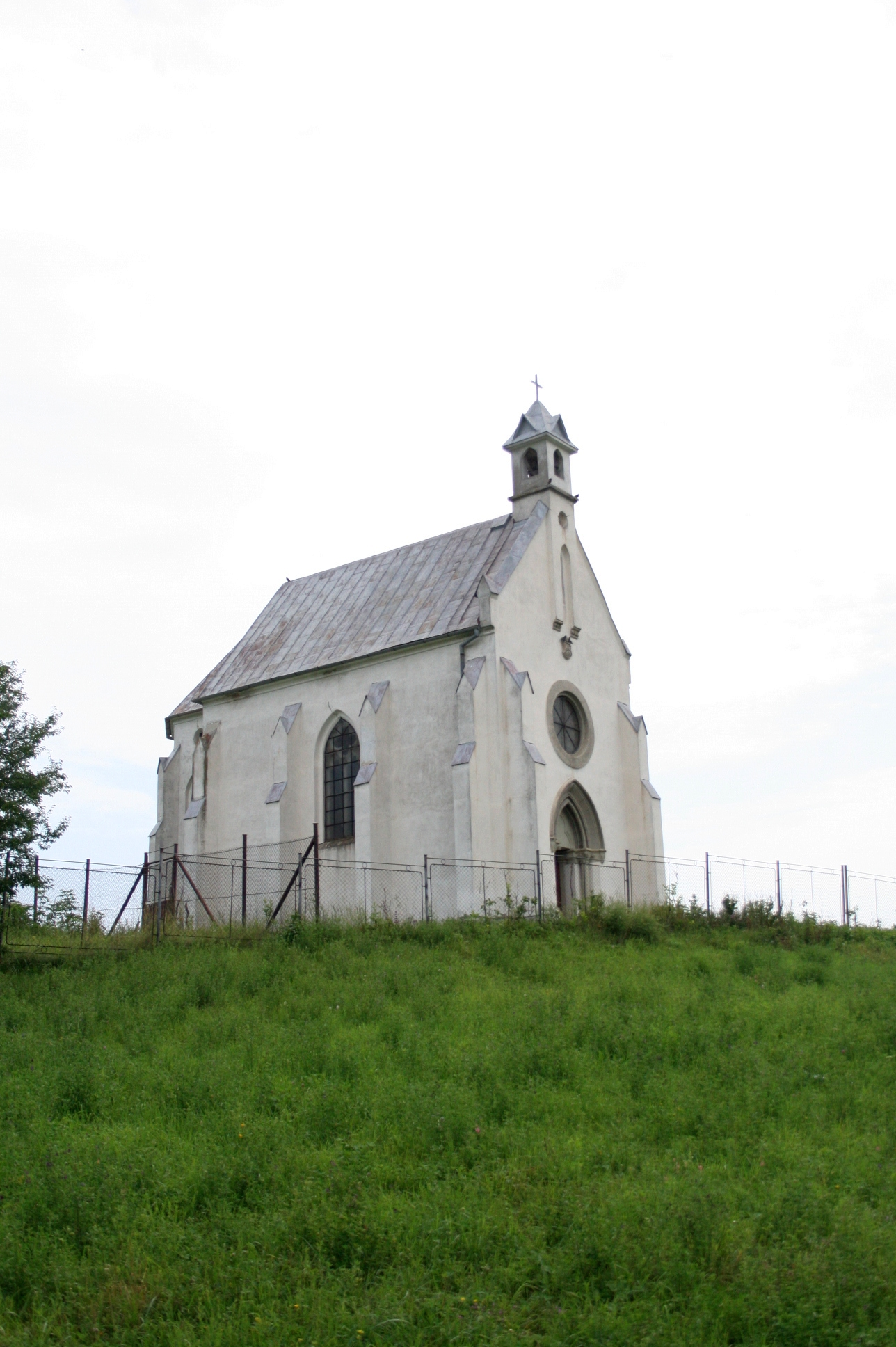
Kapelle der ehemaligen Adelsfamilie Nemes

Der Ort Hăghig wurde erstmals nach unterschiedlichen Angaben 1252 oder 1332 urkundlich erwähnt.
Zur Zeit des Königreichs Ungarn gehörte die heutige Gemeinde dem Stuhlbezirk Miklósvár in der Gespanschaft Háromszék (rumänisch Comitatul Trei-Scaune), in der Nagyajta Verwaltungssitz war. Anschließend gehörte diese dem historischen Kreis Trei-Scaune (zu Deutsch Drei Stühle) und ab 1950 dem heutigen Kreis Covasna an.

## Bevölkerung
Die Bevölkerung in der Gemeinde Hăghig entwickelte sich wie folgt:
| 1850 | 1.904 | 723   | 1.012 | 11 | 158 |
| 1920 | 2.353 | 1.272 | 1.067 | 14 | -   |
| 1977 | 2.372 | 1.134 | 1.113 | 10 | 115 |
| 2002 | 2.223 | 871   | 691   | 4  | 657 |
| 2011 | 2.315 | 912   | 633   | 2  | 768 |
| 2021 | 2.368 | 1.060 | 443   | -  | 865 |

Seit 1850 wurde auf dem Gebiet der Gemeinde Hăghig die höchste Einwohnerzahl und die der Magyaren und der Rumäniendeutschen 1977 ermittelt. Die höchste Anzahl der Rumänen wurde 1920 und die der Roma (752) 2021 registriert.

## Sehenswürdigkeiten
- Die reformierte Kirche,[7] Ende des 16. Anfang des 17. Jahrhunderts und der Glockenturm 1841 errichtet, stehen unter Denkmalschutz.[8]
- Das Landhaus der ungarischen Adelsfamilie Nemes[9] und der Kapelle im 18./19. Jahrhundert errichtet, diente nach 1970 als Altersheim. Nach einer notdürftigen Sanierung des Hauptgebäudes ist das Anwesen dem Zerfall gelassen.[10] Das Anwesen steht unter Denkmalschutz.[8]
- Laut Angaben des Verzeichnisses historischer Denkmäler des Ministeriums für Kultur und nationales Erbe (Ministerul Culturii și Patrimoniului Național) steht das Wohnhaus der Familie Bucșa (Nr. 368) im 18./19. Jahrhundert errichtet und der alte Friedhof aus dem 19. Jahrhundert unter Denkmalschutz.[8]